# Funny ha, ha
Funny ha, ha (ang. Funny Ha Ha) – amerykański komediodramat z 2002 roku w reżyserii Andrew Bujalskiego. Traktowany jest jako pierwszy film z nurtu mumblecore, charakteryzującego się realizmem, tematyką życia codziennego, generalnie niskim budżetem i częstym angażowaniem aktorów nieprofesjonalnych.

## Opis fabuły
Akcja dzieje się w Bostonie. Marnie, 23-letnia absolwentka college'u, nie ma pomysłu na życie. Nadużywa alkoholu, poszukuje pracy i usiłuje zwrócić na siebie uwagę chłopaka, który już jest w związku z inną.

## Obsada
- Kate Dollenmayer jako Marnie
- Mark Herlehy jako Grady
- Christian Rudder jako Alex
- Jennifer L. Schaper jako Rachel
- Danny Miller jako Gary
- Marshall Lewy jako Wyatt
- Myles Paige jako Dave
- Mark Capraro jako Travis
- Lissa Patton Rudder jako Susan
- Sabrina Hawthorne jako Laurie

i inni